# Ayumi hamasaki MUSIC for LIFE 〜return〜
『ayumi hamasaki MUSIC for LIFE 〜return〜』（アユミ・ハマサキ・ミュージック・フォー・ライフ・リターン）は、浜崎あゆみが2021年6月26日・6月27日に開催した「Team Ayu」限定、有観客による単発ライブであり、2021年9月8日に発売されたDVD及びBlu-ray Discである。

## 解説
映像作品としては前作『ayumi hamasaki TROUBLE TOUR 2020 A 〜サイゴノトラブル〜 FINAL』から8か月ぶりとなる。
今作は、mu-mo・ファンクラブ「Team Ayu」限定の初回生産限定盤及び通常盤からの4形態での販売となり、市販流通での販売は一切行われない。初回生産限定盤のみ68ページにも及ぶフォトブックが付属のほか、スマプラムービーが全形態に封入される。なお、ファンクラブ限定盤でのリリースは2020年12月25日に発売されたボックス・セット『ayumi hamasaki BEST LIVE BOX A』以来となる。
またボーナス映像として、日替わりで2日目に披露された「Life」（配信版ではカット）を含む4曲の映像が収録される。

なお本公演は、浜崎にとって2020年2月に行われた「ayumi hamasaki TROUBLE TOUR 2020 A 〜サイゴノトラブル〜」以来、およそ491日ぶりでの有観客コンサートとなった。
 来場が困難の場合として公演2日目のみが、mu-moライブにおいてオンラインによる生配信が実施された。

## 2020 - 2021年 カウントダウン公演としての開催経緯
※ 全て、2020年発表時点のもの。
- 11/24 - 当初、浜崎にとって毎年恒例の12月31日（大晦日）に開催されているカウントダウン公演[注 2]として、2020年2月から8月に掛けて沖縄公演までの延べ38公演にも及ぶロングラン・ツアー以来となる有観客ライブを、東京都・国立代々木競技場第一体育館において行う予定とされていた。
- 12/21 - 開催直前に2019年新型コロナウイルス (COVID-19)感染拡大(第三波)の流行りを受け、クリスマスライブ[注 3]と同時に無観客のオンライン配信へと形式が変更。
- 12/28 - 本番3日前にサポートメンバーの一人に新型コロナウィルス(COVID 19)の感染が判明。これにより、開催をすることが困難とされ開催の自粛及び中止を急遽発表。
- 12/30 - 浜崎本人も濃厚接触者に該当することが確定。後日、浜崎本人は陰性が確認され、サポートメンバーや周辺スタッフから5名の陽性者を出したものの重症化せず回復したことが報告された。

## 収録曲 (DVD・Blu-ray共通)
1. Daybreak
オープニング。
2. 23rd Monster
3. We are the QUEENS
4. Dreamed a Dream
5. Four Dimensions
ダンサーによるパフォーマンス。
6. Return Road
7. WARNING
8. (miss)understood
9. Pray for you
ダンサーによるパフォーマンス。
10. 春よ、来い
11. Voyage
12. evolution
13. Not yet
14. A Song is born
15. progress
16. Mirrorcle World

Encore
1. Love song
2. MY ALL

Double Encore
1. TODAY

＜bonus track＞
1. Mirrorcle World
2. Life
3. MY ALL
4. TODAY